# Anthropologie moléculaire
L'anthropologie moléculaire est un domaine de l'anthropologie dans lequel la biologie moléculaire est utilisée pour déterminer l'évolution des liens entre des populations humaines anciennes et modernes, ainsi qu'entre les espèces. En général, des comparaisons sont faites entre des séquences d'ADN ou de protéines. Les premières études ont utilisé également la sérologie comparative.

## Principe
En examinant, notamment, les séquences d'ADN dans différentes populations, les scientifiques peuvent déterminer l'étroitesse des relations, et les différences, entre des populations. Ceci a été utilisé notamment pour les Homo sapiens. Certaines similitudes dans la composition génétique permettent aux anthropologues moléculaires de déterminer si différents groupes de personnes appartiennent ou non au même haplogroupe, et donc s'ils partagent une origine géographique commune. Cela  permet aux anthropologues de retracer les schémas de migration et de peuplement, ce qui donne un aperçu de la façon dont les populations contemporaines se sont formées et ont progressé au fil du temps,,.

## Domaines d'étude
L'anthropologie moléculaire rassemble plusieurs disciplines connexes :
- la génétique des populations ou génomique des populations, qui étudie le génome des populations actuelles
- la paléogénétique ou archéogénétique ou paléogénomique, qui étudie le génome de spécimens fossiles
- la protéomique, qui étudie les ensembles de protéines, ou protéomes, des populations actuelles
- la paléoprotéomique, qui étudie les ensembles de protéines, ou protéomes, de spécimens fossiles

Chacune de ces disciplines couvre les êtres vivants en général. Seules leurs branches consacrées à l'étude de l'homme font partie de l'anthropologie moléculaire.